# Білосвіт Анатолій Олексійович
Анатолій Олексійович Білосвіт (28 квітня 1939 - 23 червня 2014)  - аеродинамік, головний конструктор ОКБ «МіГ».

## Біографія
Народився 28 квітня 1939 року у Дніпродзержинську Дніпропетровської області.
Закінчив літакобудівний факультет МАІ (1962). Студентом брав участь у проєктуванні та будівництві легкого літака «ЛК» (літаюче крило).
Працював в ОКБ А. І. Мікояна: конструктор у відділі проєктів, із 1968 року начальник відділу льотних випробувань, із 1978 року керівник тематики МіГ-29, заступник головного конструктора та одночасно начальник відділу льотних випробувань і начальник бригади аеродинаміків, в 1985-2000 роках головний конструктор, із 1989 року перший заступник генерального директора АНВК «МіГ».
Спеціаліст в області аеродинаміки. Головний конструктор літаків МіГ-АТ, МіГ-31 (із 1985 року, після переходу головного конструктора К. К. Васильченка на посаду начальника Льотно-дослідного інституту), МіГ-115. Брав участь у розробці винищувача МіГ 1.44.
Похований у Москві на Троєкурівському цвинтарі, ділянка 25а

## Нагороди та звання
- орден Трудового Червоного Прапора, орденом «Знак Пошани», інші медалі[4]
- Лауреат Ленінської премії (1988) та Державної премії СРСР (1998)[4]